# Zatopolice
Zatopolice – wieś w Polsce położona w województwie mazowieckim, w powiecie radomskim, w gminie Zakrzew. Ma status sołectwa.
| SIMC    | Nazwa    | Rodzaj  |
| ------- | -------- | ------- |
| 0642773 | Wiktorów | kolonia |

Prywatna wieś szlachecka, położona była w drugiej połowie XVI wieku w powiecie radomskim województwa sandomierskiego. W latach 1975–1998 miejscowość administracyjnie należała do województwa radomskiego.
Do wsi można dojechać autobusem gminnym 101.
Wierni Kościoła rzymskokatolickiego należą do parafii św. Stanisława w Cerekwi.